# Bulbophyllum scintilla
Bulbophyllum scintilla là một loài phong lan thuộc chi Bulbophyllum.